# Dedé (football, 1988)
Pour les articles homonymes, voir Dédé.
Anderson Vital da Silva dit Dedé, né le 1er juillet 1988 à Volta Redonda, est un footballeur international brésilien qui évolue au poste de défenseur central.
Il reçoit 2 sélections en équipe du Brésil lors de l'année 2011.
Le 18 avril 2013, Dédé quitte Vasco pour rejoindre Cruzeiro. Le montant du transfert est évalué à 5,36 millions d'euros.

## Carrière
- 2008–2009 :  Volta Redonda FC
- 2009–avr. 2013 :  Vasco da Gama
- depuis avr. 2013 :  EC Cruzeiro[1]

## Palmarès
- Champion du Brésil de D2 (Série B) en 2009 avec Vasco da Gama
- Vainqueur de la Coupe du Brésil en 2011 avec Vasco da Gama
- Champion du Brésil en 2013 avec Cruzeiro

Distinctions individuelles
- Ballon d'argent brésilien à son poste en 2013